# جاده ۶۰۵ (افغانستان)
جاده ۶۰۵ (انگلیسی: Route 605) جاده اصلی بین ولسوالی گرمسیر و لشکرگاه مرکز ولایت هلمند افغانستان است. این جاده ۷۱ کیلومتری از مرکز ولسوالی ناوه بارکزائی و مارجه می‌گذرد. در سال ۲۰۰۸، نمایندگی ایالات متحده آمریکا برای انکشاف بین‌المللی یک پروژه ۱۰ میلیون دلاری (پروژه USAID شماره ۳۴) را برای ارتقای جاده با شن متراکم آغاز کرد، اما به دلیل عملیات ضربه شمشیر، پیشرفت‌ها این پروژه تا حد زیادی متوقف شد.